# 十二英里 (印地安納州)
十二英里（英語：Twelve Mile）是位於美國印地安納州卡斯縣的一個非建制地區。該地的面積和人口皆未知。

## 地理
十二英里的座標為40°51′59″N 86°13′31″W / 40.86639°N 86.22528°W，而該地的平均海拔高度為244米（即801英尺）。